# 楊胤賢
楊胤賢（1521年—？），字子容，山東兖州府東平州壽張縣人，軍籍，明朝政治人物。

## 生平
嘉靖十九年（1540年）庚子科山東鄉試第十名舉人。嘉靖二十年（1541年）中式辛丑科會試第四十二名，登第三甲第八十九名進士。歷官户部员外郎，嘉靖三十七年（1558年）官至山西密雲兵備副使。

## 家族
曾祖楊清；祖父楊鼐；父楊縉，丙戌進士，刑部主事。母劉氏。具庆下。弟胤芳、胤秀。